# Efraim de Antioquia
Efraim de Antioquia (em grego: Εφραίμ ο Αντιοχείας), também chamado como Efraim de Amida (em grego: Εφραίμ o Ἀμίδιος; em siríaco: ܐܦܪܝܡ ܐܡܕܝܐ), foi patriarca de Antioquia, e chefe da Igreja Ortodoxa Grega local, de 527 até a sua morte em 545. É venerado como um santo na Igreja Ortodoxa Oriental e na Igreja Católica Romana, e seu dia de festa é 8 de junho.

## Vida

### Primeiros anos
Efraim era filho de certo Apiano e irmão de João. Nasceu em Amida no século V, onde se tornou fluente em grego e siríaco. Foi depois empregado no governo civil, e serviu como general militar durante os reinados do imperador Anastácio I (r. 491–518) e seu sucessor Justino I (r. 518–527). Em 522, foi nomeado conde do Oriente por Justino e tomou medidas severas contra os Azuis, uma facção de corridas de bigas, que havia se revoltado no início daquele ano. Os tumultos dentro da cidade cessaram como resultado das ações dele, e, em 524/5, recebeu o título honorário de conde das sagradas liberalidades, concedendo-lhe a admissão ao senado. Realizou obras de construção em Antioquia em novembro de 524 ou fevereiro, junho ou julho de 525.
No final de 525, foi substituído por Anatólio, mas foi renomeado conde em 29 de maio de 526, quando um terremoto atingiu Antioquia. Começou a reconstrução da cidade, durante a qual viu uma coluna de fogo subir dum cortador de pedra adormecido para o céu. Acordou o pedreiro que revelou que havia sido bispo e profetizou que ele se tornaria patriarca de Antioquia.[8] Seus esforços para reconstruir a cidade lhe renderam a afinidade do povo e muitos o chamaram para suceder Eufrásio como patriarca, pois morreu no terremoto. A pedido do povo, tornou-se monge, e foi consagrado patriarca em abril/maio de 527.

### Patriarca de Antioquia

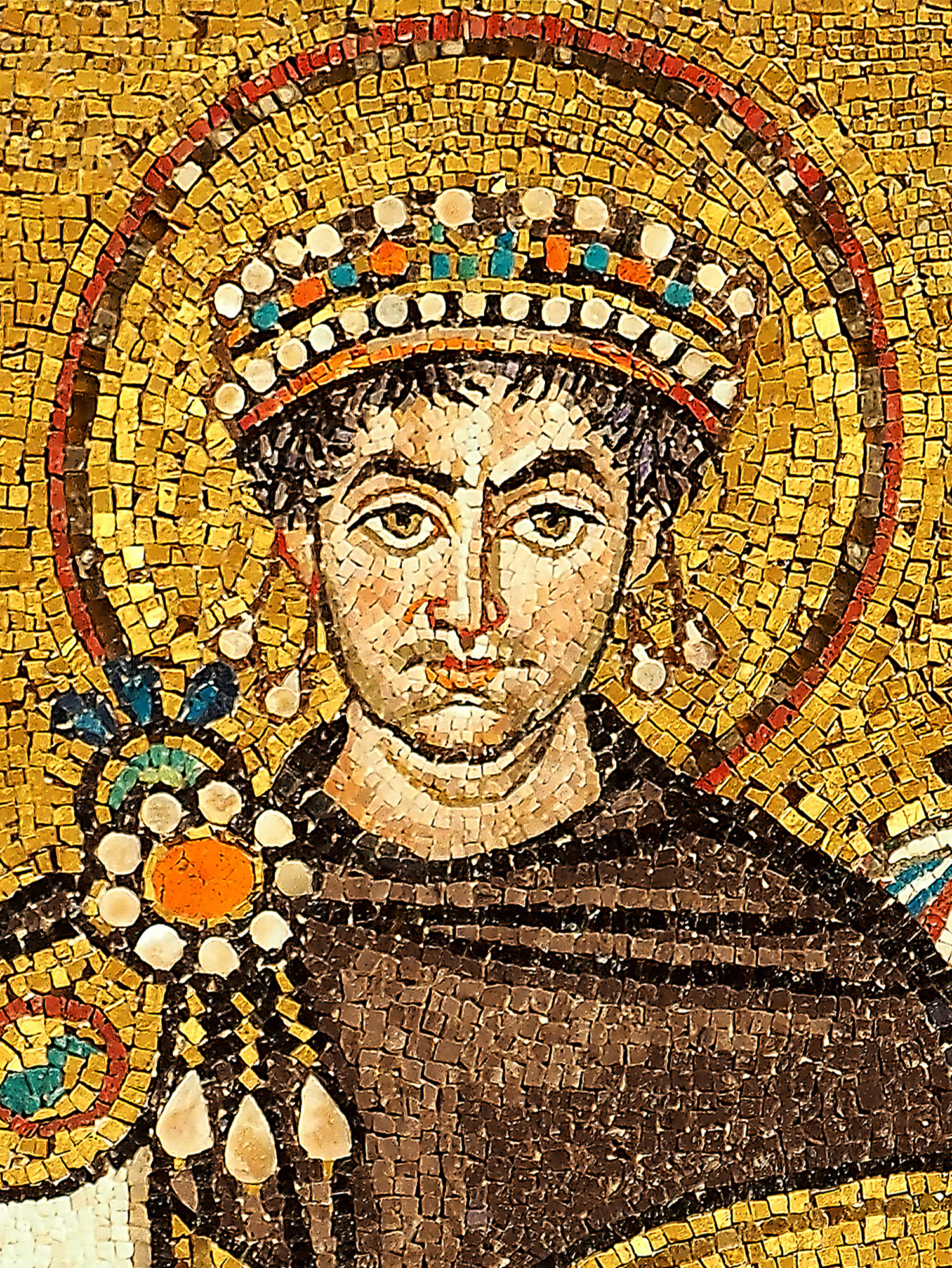
Justiniano segundo mosaico da Basílica de São Vital de Ravena

Em 528, Antioquia foi atingida por outro terremoto, no qual menos de 5 mil pessoas foram mortas, e o santo ajudou a reconstruir a cidade mais uma vez. Antioquia continuou a sofrer terremotos e muitos fugiram da cidade, no entanto, Efraim ordenou ao povo que escrevesse "Que Cristo esteja conosco" nas portas de suas casas. O terremoto posteriormente parou, e assim Antioquia foi chamada de Teópolis (cidade de Deus). O rei lacmida Alamúndaro III invadiu a Síria e escravizou vários prisioneiros em 529, e no ano seguinte os prisioneiros apelaram para Efraim que pagou seu resgate. Os não calcedônios revoltaram-se em Antioquia em 531 e atacaram o palácio patriarcal, mas foram expulsos pelo conde do Oriente. Efraim escreveu a Ântimo, arcebispo de Trebizonda, antes de sua consagração como patriarca de Constantinopla sobre as naturezas de Cristo e a heresia do eutiquianismo, e o lembrou da importância do Concílio de Calcedônia. Ântimo tornou-se patriarca em 535 e adotou o não calcedonismo, o que levou Efraim a enviar Sérgio de Resena com uma carta a Roma para se encontrar com o papa Agapito I e avisá-lo de que os não calcedônios haviam garantido o controle das Igrejas de Alexandria e Constantinopla. Agapito consequentemente interveio e Ântimo foi deposto em 536.
Depois que o imperador Justiniano I (r. 527–565) emitiu um decreto proibindo os escritos de Severo de Antioquia em agosto de 536, Efraim empreendeu uma turnê pela Síria e Mesopotâmia ao lado de um contingente de soldados para impor o Concílio de Calcedônia e perseguir seus oponentes, e viajou para Cálcis, Beroia, Hierápolis, Batnas, Edessa, Sura, Calínico, Teodosiópolis, Constantina e Amida. Expulsou monges não calcedônios dos mosteiros no meio do inverno, aprisionou aqueles que se recusaram a aceitar o concílio e erigiu piras em alguns casos. Segundo a sua hagiografia, encontrou-se com um estilita não calcedônio perto de Hierápolis ou Heracleia e tentou convertê-lo, mas o estilita não estava convencido. O estilita construiu uma fogueira e argumentou que ele e o santo deveriam entrar na fogueira para testar quem estava certo, ao que Efraim colocou seu omofório no fogo. Após três horas, o omofório foi removido da fogueira ileso e o estilita renunciou à sua heresia. Efraim enviou seu irmão João, um sátrapa de um principado armênio, a Amida para convencer os monges não calcedônios a aceitarem o Concílio de Calcedônia, porém, eles recusaram e João foi forçado a expulsá-los da cidade.

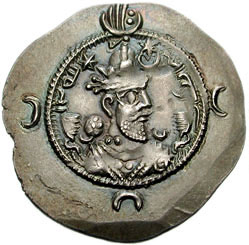
Dracma com efígie de r.

Neste momento, de acordo com Miguel, o Sírio, foi enviado como embaixador para o rei gassânida Aretas V pelo imperador Justiniano,  e tentou sem sucesso persuadi-lo a aceitar o Concílio de Calcedônia. Em 537, conspirou para aprisionar o clérigo não calcedônio João de Tela, que havia se refugiado no Império Sassânida, e assim teria dito ao governo sassânida que João havia cometido simonia e era um rebelde. O governo sassânida capturou João e o transferiu para Efraim, que posteriormente humilhou e aprisionou João em Antioquia, onde morreu em 538. Em 537/8, realizou o sínodo em Antioquia que contou com a presença de 132 bispos e declarou sua aprovação do sínodo realizado em Constantinopla em 536, condenando Severo. O arcebispo Sinclético de Tarso, e o seu sincelo Estêvão, que eram suspeitos de adesão ao eutiquianismo, foram considerados pelo sínodo, mas foram absolvidos após uma confissão de fé.
A erupção da guerra entre sassânidas e bizantinos levou Antioquia a ser sitiada pelas xainxá Cosroes I (r. 531–579) em 540. O bispo tentou sem sucesso pagar aos sassânidas para aliviar seu cerco em várias ocasiões, no entanto, tomaram a cidade e Efraim fugiu à Cilícia, onde permaneceu até os bizantinos retomarem Antioquia. A catedral e seus edifícios foram poupados da destruição depois que Efraim pagou às forças sassânidas em objetos preciosos. Em 542, viajou a Jerusalém, onde se encontrou com seis monges sabaítas que haviam sido expulsos de seus mosteiros pelos origenistas. Os monges apelaram ao santo para agir contra o origenismo. Efraim então participou do Sínodo de Gaza, ao lado do arcebispo Hipácio de Éfeso e do patriarca Pedro de Jerusalém, e condenou e depôs o patriarca Paulo I de Alexandria.
Efraim realizou um sínodo em Antioquia em 542 no qual condenou Orígenes e os defensores de suas doutrinas. Numa tentativa de curar a rixa entre partidários e oponentes do Concílio de Calcedônia, Justiniano emitiu decreto no fim de 543 ou início de 544 que condenava os chamados Três Capítulos, iniciando assim a Controvérsia dos Três Capítulos. O santo inicialmente se recusou a concordar com o edito, mas o imperador ameaçou-o com deposição, após o que concordou em condenar os Três Capítulos, e escreveu ao papa Vigílio para declarar que havia concordado apenas sob força. Efraim morreu no ano seguinte.